# Matéo Mornar
Pour les articles homonymes, voir Mornar.
Matéo Mornar, né le 20 décembre 1946 à Split (Croatie), est un sculpteur français.
Il vit et travaille à Monaco.

## Biographie
Né en Croatie le 20 décembre 1946, Matéo Mornar émigre en France avec sa famille à l'âge de 10 ans. Ils s'installent à Paris. En 1964, il intègre l'École supérieure des arts modernes (ESAM) à Paris où il apprend les techniques du design, du graphisme, de la décoration d'intérieur et de la sculpture. Il sort diplômé et entre dans une filiale de Publicis[réf. nécessaire]. Il y travaille trois ans dans le secteur de la « maquette volume » pour la décoration de foires puis s'installe en travailleur indépendant. Pendant plusieurs années, il œuvre dans le domaine de l'édition, de la conception graphique et de la décoration d'intérieur. Une mission l'amène à s'installer sur la Côte d'Azur en 1977.
À la fin des années 1980, il imagine et conçoit ses premières sculptures à la suite d'une rencontre avec l'artiste Antoniucci Volti à Villefranche-sur-Mer.
En 1995, il décide de se consacrer entièrement à la sculpture et commence à exposer sur la Côte d'Azur (Cannes, Nice, Monaco, etc.) ses premières œuvres de figures féminines en bronze. En 1997, il ouvre une école de sculpture à Nice[réf. nécessaire].
Depuis lors, son art se diversifie, ne délaissant pas les femmes pour autant[réf. nécessaire], il s'oriente vers la philosophie monégasque de conservation des espèces animales où il est installé depuis 2011 à l'hôtel du Fairmont.

## Association

Récréation, bronze,, localisation inconnue.

Matéo Mornar rencontre les Grimaldi à la fin des années 1980 à Monaco. Le prince Rainier acquiert plusieurs de ses œuvres pour sa collection personnelle[réf. nécessaire]. En 2005, son fils le prince Albert lui succède à la tête de la principauté de Monaco. Il crée en 2006 la Fondation Prince-Albert-II-de-Monaco qui est vouée à la protection de l'environnement et au développement durable. Depuis 2009, Matéo Mornar collabore avec la Fondation à laquelle il reverse une partie du profit de la vente de ses œuvres.
De nombreuses sculptures de l'artiste ornent les jardins de la Principauté. À titre plus personnel, Matéo Mornar crée à l'occasion du mariage princier en 2011, une sculpture en argent représentant le prince Albert II et Charlène de Monaco, ainsi que des exemplaires en bronze pour décorer les gâteaux du mariage[réf. nécessaire],.

## Expositions
Foire internationale d'art contemporain - Europ'Art (renommé Art Genève) - Palexpo, Genève

Poisson Fontaine (2012), bronze,, localisation inconnue.

- 2014 : Out of Time - Host Art Residence, Brugge - du 24 janvier au 16 avril 2014[8],[9].
- 2013 : Sculpture ; Life ; Passion (5e biennale de Moscou) Zurab Tsereteli Arts Gallery, Moscou - octobre 2013[10],[11].
- 2013 : Journée de l'Art-bre - Présentation et exposition de « L'Ours » - Parc des Oliviers, Roquebrune-Cap-Martin - du 8 au 30 septembre 2012[12].
- 2011 : L'espace Expositions - Galerie du Service Culturel - Beausoleil - Saison 2011/2012[13].
- 2011 : Exposition Matéo Mornar - Hôtel Splendide Lugano, Suisse - mars 2011[14],[15].
- 2010 : Pavillon Monégasque - Exposition universelle de 2010, Shanghai - du 1er mai au 31 octobre 2010[16].
- 2007 : Exposition Matéo Mornar - Fairmont Monte-Carlo & Café de Paris, Monaco[17],[18],[19].
- 2004 : Foire internationale d'art contemporain - Europ'Art (renommé Art Genève) - Palexpo, Genève
- 2004 : Internationale Artexpo - New York

## Événements et œuvres associées
1998

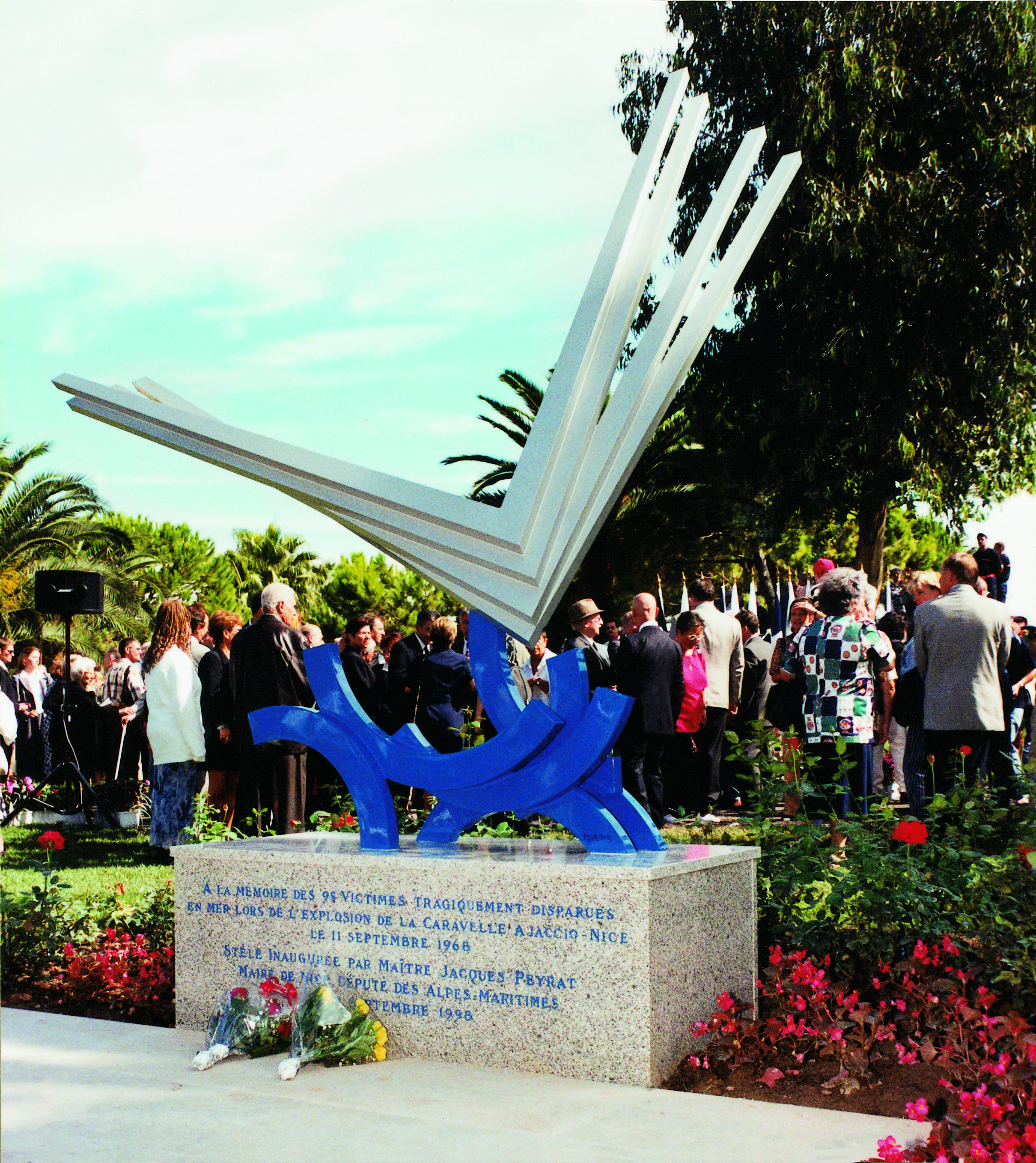
Stèle du souvenir (1998), monument commémoratif du crash du vol 1611 Air France reliant Ajaccio à Nice en 1968, Nice, promenade des Anglais.

Matéo Mornar crée pour la ville de Nice, La Stèle du souvenir à la mémoire des victimes du crash du vol 1611 Air France Caravelle Ajaccio - Nice en 1968,.
2006
Madame Augier, directrice de l'hôtel Negresco de Nice, lui achète une de ses plus grandes sculptures Récréation afin de l'exposer dans le salon royal de l'hôtel aux côtés d'autres pièces d'artistes contemporains tels que Niki de Saint Phalle ou Raymond Moretti.
Matéo Mornar crée trois grandes sculptures murales Le Poète, La Lyre et La Flûte, en référence à la poésie, au chant et à la musique de la Grèce antique. Elles sont exposées de façon permanente dans le hall de la Tour Odéon, le double gratte-ciel situé à Monaco.
2009
Il conçoit les Palmes de la Com 2009, réalisant un trophée en bronze qui récompense la meilleure campagne de communication de l'année.
2011

Le Couple princier (2011), bronze, collection particulière.

En hommage au mariage du prince Albert II de Monaco et la princesse Charlène de Monaco, Mornar crée une sculpture représentant le couple, dont un exemplaire unique en argent leur a été offert. Vingt autres pièces sont éditées en bronze et placées sur les gâteaux du mariage.
En collaboration avec le bijoutier Ciribelli Monte-Carlo, il décide de transformer certaines de ses œuvres en bijoux. Une de ces réalisations a été incluse parmi les lots du prestigieux Grand Prix Golden Jackpot du Casino de Monte-Carlo.
2012

Minitel, œuvre destiné à l'exposition Minitel Revival en hommage au Minitel, inaugurée le 30 juin 2012, date à laquelle ce réseau a cessé d'émettre. Localisation inconnue.

Pour ce « Minitel Revival », trente artistes dont Matéo Mornar, Patrick Moya, Zivo mais aussi Sacha Sosno ont immortalisé cet objet voué à disparaître. Ces œuvres ont été mises aux enchères et les bénéfices de cette soirée ont été reversés à Fight Aids Monaco, association de lutte contre le sida présidée par Stéphanie de Monaco.
2013
Mornar crée des trophées pour le prix Monte-Carlo « Femme de l'Année » qui a pour but de distinguer des femmes originaires du monde entier grâce à leur action personnelle ou professionnelle. Il réalise deux sculptures de femme en bronze patiné vert et bleu,.
Une vente aux enchères est organisée pendant la Monaco Classic Week, un prestigieux rassemblement nautique de bateaux de collection. Le Poisson Fontaine en bronze de Matéo Mornar est un des lots phares de la vente estimé 250 000 à 300 000 euros
2014
Pour la 66e édition du gala de la Croix-Rouge monégasque, Matéo Mornar créé Gaïa, une sculpture en bois et plastique peints. Gaïa est la déesse du foyer, de la nature et des moissons dans la mythologie grecque. Ses bras ouverts symbolisent l’accueil et la générosité.
2015
En hommage au baptême des enfants du prince Albert II et de la princesse Charlène, le prince héréditaire Jacques de Monaco et la princesse Gabriella de Monaco, Matéo Mornar crée une sculpture en bronze représentant les lettres « J » et « G » , ainsi qu’une colombe portant un rameau d’olivier, symbole de la paix. La sculpture a été présentée sur le parvis de la cathédrale de Monaco à la fin de la cérémonie religieuse.

Œuvres de Matéo Mornar
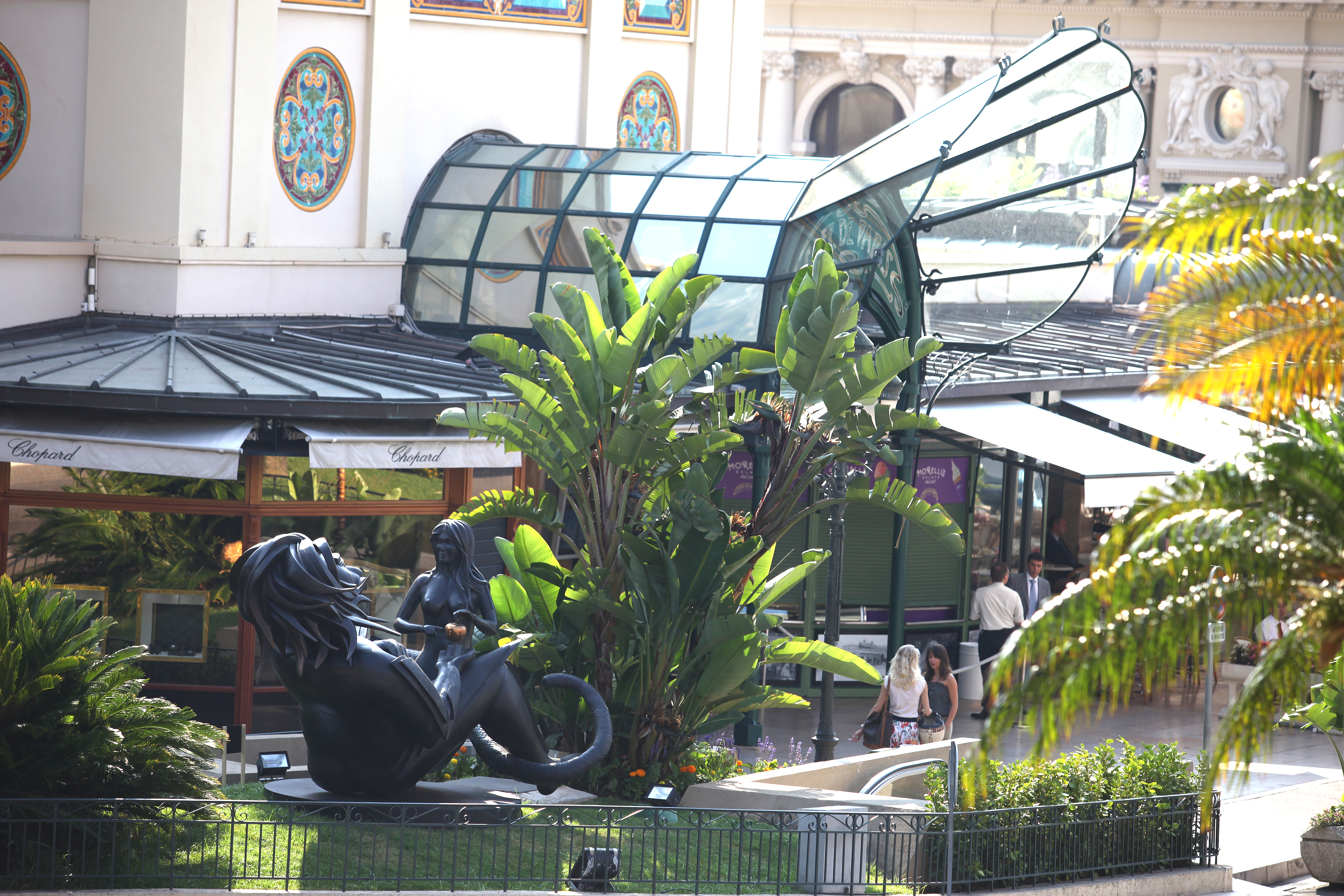
Hymne à la vie (2010), bronze, localisation inconnue.
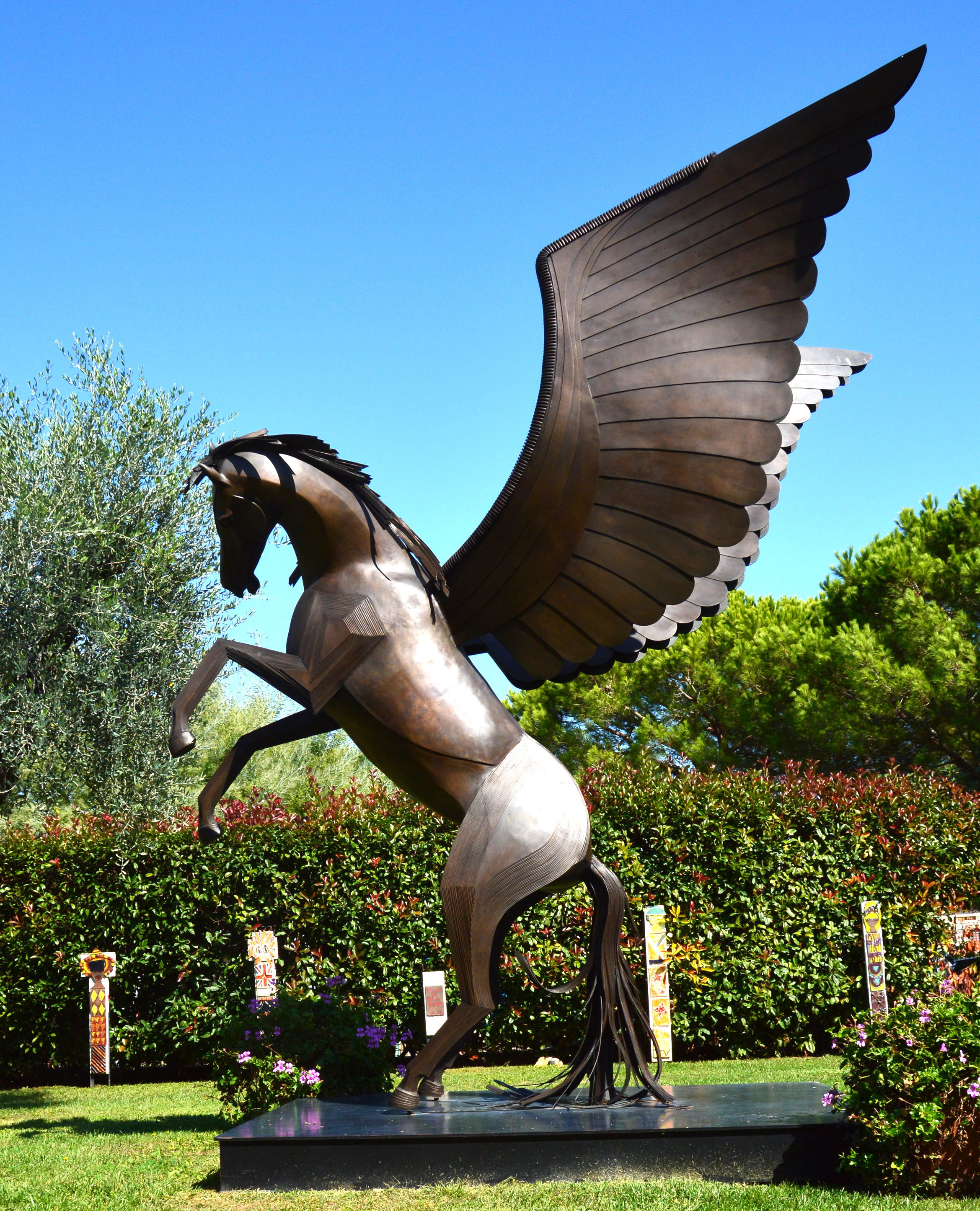
Pégase (2008), bronze, localisation inconnue.